# Ptycholejeunea
Ptycholejeunea là một chi rêu trong họ Lejeuneaceae.